# Nemopterella lanata
Nemopterella lanata är en insektsart som beskrevs av Bo Tjeder 1967. Nemopterella lanata ingår i släktet Nemopterella och familjen Nemopteridae. Inga underarter finns listade i Catalogue of Life.